# Юзефув (Холмський повіт)
Юзефув (пол. Józefów) — село в Польщі, у гміні Дубенка Холмського повіту Люблінського воєводства. Населення — 19 осіб (2011).

## Історія
За даними етнографічної експедиції 1869—1870 років під керівництвом Павла Чубинського, у селі проживали греко-католики, які розмовляли українською мовою.
У 1975—1998 роках село належало до Холмського воєводства.

## Демографія
Демографічна структура станом на 31 березня 2011 року:
|          | Загалом | Допрацездатний вік | Працездатний вік | Постпрацездатний вік |
| -------- | ------- | ------------------ | ---------------- | -------------------- |
| Чоловіки | 12      | 0                  | 10               | 2                    |
| Жінки    | 7       | 0                  | 3                | 4                    |
| Разом    | 19      | 0                  | 13               | 6                    |